# 파트리크 엘리아시
파트리크 엘리아시(체코어: Patrik Eliáš, 1976년 4월 13일 ~ )는 체코의 은퇴한 아이스하키 선수로 포지션은 레프트윙이다. 내셔널 하키 리그(NHL)의 뉴저지 데블스에서 20시즌을 활동했으며, 팀 골, 어시스트, 포인트 순위 1위를 기록했다. 또한 팀 내 최다 위닝골을 기록했으며, 스탠리컵에서 2번 우승했다.